# الغزو الإيطالي لليبيا
بدأ الغزو الإيطالي لليبيا في عام 1911، عندما قامت القوات الإيطالية بغزو ولايات طرابلس وبرقة وفزان  العثمانية (التي تشكلت منها ليبيا لاحقا وكانت جزءًا من الإمبراطورية العثمانية آنذاك) مما أشعل الحرب الإيطالية التركية.

## نظرة عامة
تعود مطالبات إيطاليا بخصوص ليبيا إلى المناقشات التي دارت بعد مؤتمر برلين (1878)، والذي وافقت فيه فرنسا وبريطانيا العظمى على احتلال تونس وقبرص على التوالي، وكلاهما كانا جزئين من الإمبراطورية العثمانية التي كانت على وشك الانهيار آنذاك. عندما ألمح دبلوماسيون إيطاليون إلى معارضة محتملة لحكومتهم بشأن ذلك، أجاب الفرنسيون بأن طرابلس ستكون مشابهةً لإيطاليا. في عام 1902، وقعت إيطاليا وفرنسا معاهدة سرية والتي منحت لإيطاليا حق التدخل في منطقة طرابلس والمغرب. ومع ذلك، فإن الحكومة الإيطالية لم تفعل سوى القليل من أجل استغلال هذه الفرصة، وظلت معرفتها بالأراضي والموارد الليبية محدودة خلال السنوات التالية.
بدأت الصحافة الإيطالية حملة تأثير إعلامية ضخمة للتمهيد لاجتياح ليبيا في نهاية مارس 1911. تم تصوير ليبيا على أنها ولاية غنية بالمعادن، وفيرة الماء، ولا يحميها سوى 4000 جندي عثماني فقط. أيضاً كان السكان يعتبرون معادين للإمبراطورية العثمانية ويتعاملون بلطف مع الإيطاليين. ومن ثم اعتبروا الاجتياح المحتمل بأنه مجرد «نزهة عسكرية» أو أكثر من ذلك بقليل.
أظهرت الحكومة الإيطالية نوعا من التردد في البداية، ولكن بحلول الصيف تم الانتهاء من تحضيرات الاجتياح، وبدأ رئيس الوزراء جيوفاني جيوليتي تقصي ردود أفعال القوى الأوروبية العظمى الأخرى على الاجتياح المحتمل لليبيا. كان للحزب الاشتراكي تأثيراً قوياً على الرأي العام. ومع ذلك، كان في صفوف المعارضة وشهد أيضاً انقساماً في الرأي حول هذه القضية. لقد تعامل الحزب الاشتراكي بطريقة غير فعالة في مواجهة ذلك التدخل العسكري.
تم تقديم إنذار أخير إلى حكومة حزب الاتحاد والترقٍي العثمانية في ليلة 26 – 27 سبتمبر. من خلال الوساطة النمساوية كان رد الحكومة هو اقتراح تسليم السيطرة على ليبيا من دون حرب مع الإبقاء على سيادة عثمانية شكلية فقط. كان هذا الاقتراح مشابهاً للوضع في مصر، التي كانت تحت السيادة العثمانية الشكلية، لكن فعلياً كانت السيادة للمملكة المتحدة. رفض جيوليتي الاقتراح، وأُعلنت الحرب في 29 سبتمبر 1911.

## العمليات العسكرية
على الرغم من أنه كان لديهم الوقت الكافي من أجل التحضير للاجتياح، إلا أن الجيش الإيطالي كان مستعدًا بشكل جزئي فقط عندما اندلعت الحرب، ويرجع ذلك أساسًا إلى بعض المعارضة للحرب في الداخل الإيطالي (أحد المعارضين الرئيسيين كان اشتراكيًا شابًا يدعى بينيتو موسوليني).
الخطط العسكرية الإيطالية وغياب رد الفعل العثماني: الخطط العسكرية الأولية التي وضعتها هيئة الأركان العامة الإيطالية تضمنت قوة للاجتياح تتألف من: 
- 34,000 جندي
- 6,300 خيل وفارس
- 1,050 ناقلة جنود
- 48 قطعة سلاح مدفعية
- 34 قطعة سلاح مدفعية جبلية

تم تعديل هذه الخطط الأولية لزيادة تعداد القوة العسكرية الإيطالية إلى 100,000 جندي ولتتضمن إدخال الطائرات إلى قوة الاجتياح. كان في مواجهة هذه القوة الإيطالية حوالي 4,800 جندي عثماني نظامي باستخدام مزيج من الأسلحة القديمة والبنادق والمدفعية. الدفاع عن ليبيا سيتم إعداده على عجل وسقوطه على عاتق السكان الأصليين مع بضع مئات من الضباط العثمانيين الذين يقدمون القيادة والتوجيه من عام 1911.
بين عامي 1911 و 1912، خدم أكثر من 1000 جندي صومالي من مقديشو (عاصمة أرض الصومال المستعمرة الإيطالية آنذاك) في الوحدات القتالية مع الجنود الإريتريين والإيطاليين في الحرب الإيطالية التركية. معظم الجنود المتمركزين لم يعودوا إلى ديارهم إلى أن تم نقلهم إلى أرض الصومال الإيطالية استعدادًا لغزو إثيوبيا في عام 1935. كان الأسطول الإيطالي قد ظهر قبالة سواحل طرابلس في 28 سبتمبر، لكنه لم يبدأ في قصف الميناء إلا يوم 3 أكتوبر. تم اجتياح المدينة من قبل 1,500 جندي بحرية، ويرجع ذلك إلى حماس الأقلية في داخل إيطاليا الداعمة للتدخل في ليبيا. رفض الإيطاليون اقتراحًا أخيرًا بتسوية ودية ومن ثم قرر الأتراك أن يدافعوا عن الولاية حتى آخر رصاصة ولكن بتكتيك حرب العصابات.

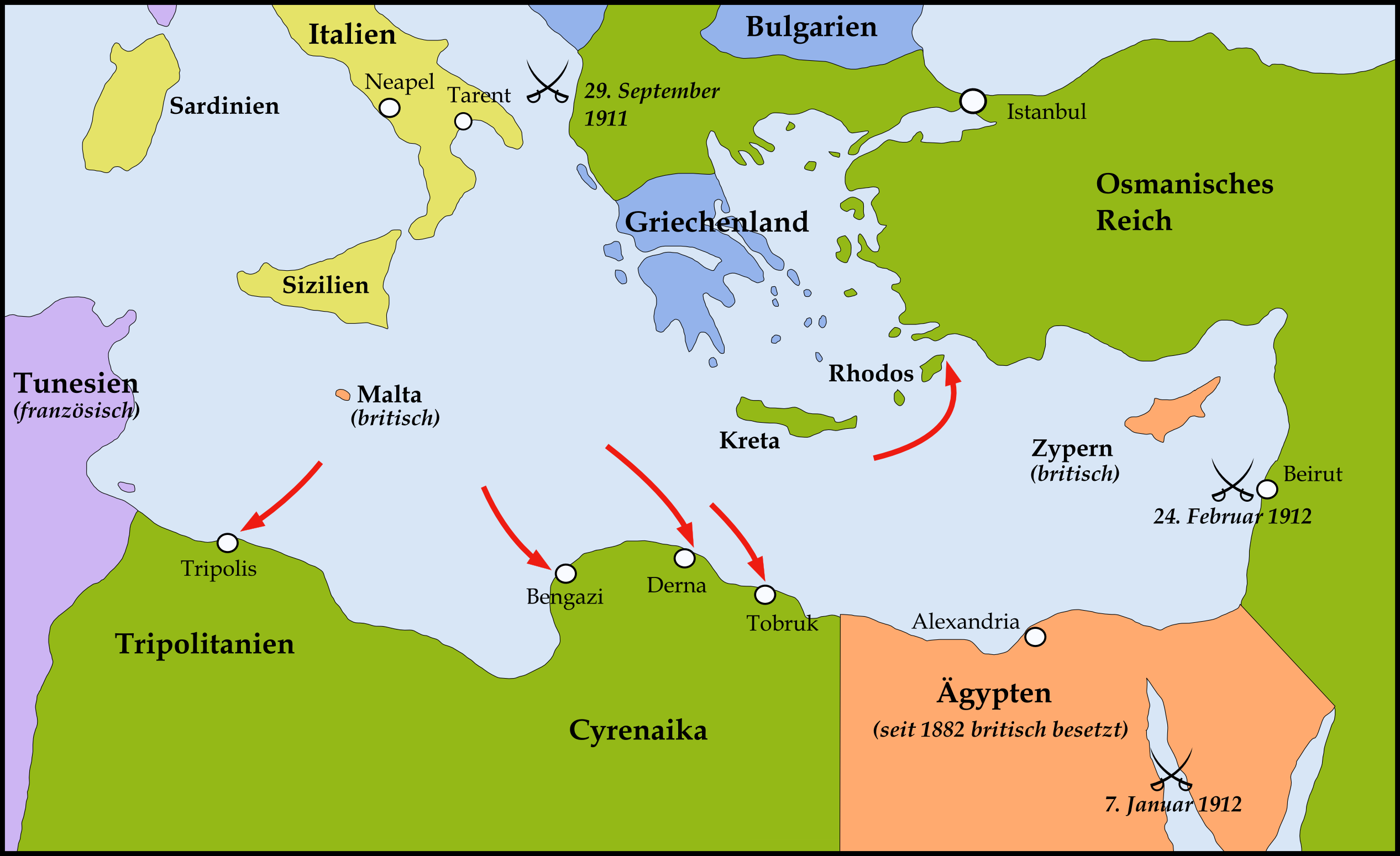
الإنزال الإيطالي في ليبيا

حدث أول إنزال للقوات الإيطالية في يوم 10 أكتوبر، تحت قيادة الجنرال كارلو كانيفا وسرعان ما تم احتلال طرابلس وبنغازي ودرنة وطبرق. كانت الوحدة الإيطالية المكونة من 20,000 جندي تعتبر كافية لتحقيق الاجتياح في ذلك الوقت. تم احتلال طبرق ودرنة والخمس بسهولة، لكن لم يكن الأمر بتلك السهولة في بنغازي.
تم احتلال مدينة طرابلس والمناطق المحيطة بها بعد قصف ساحق للتحصينات التركية بواسطة 1,500 جندي من البحرية الإيطالية، وتم الترحيب بهم من قبل السكان الذين بدأوا التعاون مع السلطات الإيطالية.
حدثت أول هزيمة جزئية للقوات الإيطالية في 23 أكتوبر في مجزرة شارع الشط عندما أدى التموضع السيئ للقوات الإيطالية بالقرب من طرابلس إلى تطويقها شبه كامل بواسطة الفرسان العرب الأكثر قدرة على الحركة وبدعم من بعض الوحدات النظامية التركية والمدنيين المحليين. ومع ذلك، تمكن الإيطاليون من هزيمة القوات التركية والعربية في غضون ساعات قليلة.
تم تصوير الهجوم من قبل الصحافة الإيطالية على أنه «تمرد» صغير، لكنه كاد أن يؤدي إلى إبادة الكثير من الفيلق الاستكشافي الإيطالي. أدى ذلك إذن إلى أن يقوم الإيطاليون بزيادة تعداد قوة الاجتياح الإيطالية بشكل متزايد إلى أن وصلت إلى 100,000 رجل، هؤلاء كان عليهم مواجهة قوة عسكرية مقاوِمة ذات تسليح متواضع تتألف من 20,000 عربي و8،000 تركي. تحولت المعركة إلى حرب من الدرجة الأولى حتى ومع أول استخدام للطيران في حرب حديثة فإن ذلك لم يؤدي إلى نتائج كبيرة.
في الثاني من نوفمبر حدث هجوم مضاد ضعيف من قبل القوات العثمانية في المعركة الصغيرة التي وقعت في طبرق، ولكن المدينة ظلت هناك أيضاً تحت الاحتلال الإيطالي.
في أثناء ذلك، قام 1500 متطوع ليبي بمهاجمة مقاتلين إيطاليين كانوا يقومون ببناء الخنادق بالقرب من مدينة درنة والتي تم احتلالها مؤخرا. كان الإيطاليون أقل عددا من الليبيين ولكن كان لديهم تفوقا في التسليح وبالتالي استطاعوا الحفاظ على مواقعهم. أدى ضعف التنسيق بين التعزيزات الإيطالية المرسلة من درنة بالإضافة إلى تدخل المدفعية التركية ومحاولة العرب محاصرة الجنود الإيطاليون، أدى كل ذلك إلى تهديد القوات الإيطالية. ومع ذلك جاءت تعزيزات إيطالية أخرى وتمكنت من دعم الموقف العسكري لصالح الإيطاليين وانتهت المعركة ظهر ذلك اليوم بانتصار إيطالي. بعد ذلك أرسلت القيادة الإيطالية ثلاثة أرتال من جنود المشاة لتحييد المعسكر العربي التركي بالقرب من درنة. قامت القوات الإيطالية بالسيطرة على تلة تطل على خطوط إمداد الأتراك مما أدى إلى قطعها. وبعد ثلاثة أيام، هاجم القائد التركي أنور بك المواقع الإيطالية على الهضبة ولكن القوة النارية الإيطالية الكبيرة أدت إلى عودة الجنود الأتراك الذين كانوا محاصرين بـ «كتيبة ألبيني» وتكبدوا خسائر فادحة. حدث هجوم تركي لاحق وأدى إلى نفس النتيجة.
على الرغم من أن الكثير من السكان العرب المحليين تعاونوا مع الإيطاليين، إلا أن الهجمات المضادة التي قام بها الجنود الأتراك بمساعدة بعض القوات المحلية (التي أعلنت الجهاد الإسلامي ضد الغزاة المسيحيين) أدت إلى حصر الجيش الإيطالي في المنطقة الساحلية منذ بداية الاجتياح الإيطالي.
كان الملحقون العسكريون الأجانب الذين يراقبون المعركة مندهشين من أن الجنرال كانيفا لم يستخدم سلاح الفرسان في منطقة حرب مناسبة بشكل مثير لاستخدام هذا السلاح، وكيف لم يفكر في طلب تعزيزات كبيرة في أقرب وقت ممكن لقوته الصغيرة أصلا.
في 15 أكتوبر 1911، قامت تسع طائرات إيطالية بالإضافة إلى 11 طياراً بالهبوط في ليبيا وكانت تلك الطائرات تحمل على متنها «كتيبة متخصصة». في 24 أكتوبر، قام الطيار الإيطالي الكابتن ريكاردو مويزو بجولة استطلاعية جوية في منطقة طرابلس والتي تم تسجيلها كأول جولة استكشافية إستراتيجية على الإطلاق تمت بواسطة الطيران. في 1 نوفمبر، قام طيار إيطالي آخر، ويدعى غافوتي، بإلقاء أربع قنابل بوزن 1.5 كيلوجرام على منطقة عين زارة وقام بنزع فتيل القنابل بواسطة أسنانه. كان هذا أول قصف جوي بالقنابل من خلال الطيران في التاريخ.
في 5 نوفمبر 1911، أعلنت إيطاليا سيادتها على كل ليبيا العثمانية بموجب إعلان صدر في ذلك اليوم على الرغم من أنها استطاعت السيطرة بشكل كامل على بعض المناطق الساحلية فقط.

## الانتقال نحو السلام
في الوقت نفسه حافظت إيطاليا على تفوق بحري شامل، واستطاعت مد سيطرتها على كل مساحة الساحل الليبي (2,000 كيلومتر) بين يناير وأوائل أغسطس 1912. ولخلخلة الوضع، بدأت إيطاليا بالقيام بعمليات ضد الأراضي التركية في بحر إيجه، بعد الحصول على موافقة من القوى الأخرى، حيث كانت إيطاليا حريصة على إنهاء الحرب التي كانت تدوم أطول بكثير مما كان متوقعًا. احتلت إيطاليا اثني عشر جزيرة في هذا البحر، وتسمى دوديكانيسيا، ولكن هذا أثار غضب الإمبراطورية النمساوية المجرية، الذين خافوا من أن هذا يمكن أن يغذي النزعة الفدرالية للدول مثل صربيا واليونان، مما تسبب في إحداث عدم استقرار في الوضع الهش بالفعل في منطقة البلقان.
العملية العسكرية الأخرى والوحيدة ذات الصلة كانت في صيف عام 1912 تحديدا 18 يوليو وتضمنت هجومًا على خمسة زوارق طوربيد إيطالية في الدردنيل. في سبتمبر، قامت بلغاريا وصربيا واليونان بإعداد الجيوش من أجل خوض الحرب ضد الإمبراطورية العثمانية، مستفيدة من الصعوبات التي واجهها الأتراك في الحرب ضد إيطاليا. في 8 أكتوبر، أعلنت دولة مونتينيغرو (الجبل الأسود) الحرب على الأتراك، مما أشعل حروب البلقان.
قررت الدبلوماسية الإيطالية استغلال الوضع للحصول على سلام ملائم. تم التوقيع على المعاهدة في لوزان الساعة 16:45 من يوم 18 أكتوبر 1912. كانت الشروط مشابهة شكلياً لتلك التي طلبتها إسطنبول في بداية الحرب، وحافظت إسطنبول بذلك على سيادة عثمانية شكلية على ليبيا، والتي حصلت الأخيرة بموجبها على وضع الاستقلال ولكن تحت سلطة «القاضي» الذي يقوم السلطان العثماني باختياره.

## نتائج الحرب
كان اجتياح ليبيا مغامرة مكلفة بالنسبة لإيطاليا. فبدلاً من التكلفة المادية المقدرة في البداية بـ 30 مليون ليرة شهريًا، وصلت تلك التكلفة إلى 80 مليون ليرة شهريًا، واستمرت الحرب لفترة أطول بكثير من التقديرات الأصلية. هذا تسبب بحدوث اختلالات في الاقتصاد الإيطالي. من منظور سياسي، أظهر قيام ليبيا الإيطالية (بالنسبة لمراقبين مثل بينيتو موسوليني) أنه إذا كانت لدى الأقلية قوة ضغط نشطة وقوية فإنه يمكن أن يكون لها قوة عظمى في البلاد، كما سيتجلى ذلك بظهور الفاشية بعد الحرب العالمية الأولى.
أما بالنسبة لليبيا نفسها، فقد ظلت السيطرة الإيطالية على جزء كبير من أراضيها غير فعالة إلى حد كبير حتى نهايات العشرينات، عندما قام الجنود الإيطاليون تحت قيادة الجنرال بادوليو وغراتسياني بشن حملات عقابية من أجل تسكين غضب الشارع والتي تحولت إلى أعمال قمع فظيعة. لم تهدأ المقاومة الشعبية إلا بعد إعدام زعيم المقاومين عمر المختار في 15 سبتمبر 1931.
في أعقاب ذلك، تمت السيطرة على ليبيا بالكامل من قبل الإيطاليين واستطاعوا توحيدها مع إيطاليا تحت اسم ليبيا الإيطالية واعتبروها بمثابة «الساحل الرابع» في إيطاليا إلى أن قامت الحرب العالمية الثانية.

## قائمة المراجع
- De Martino, Antonio. Tripoli italiana, la guerra italo-turca Library of Congress. Publisher: Societa' Libraria Italiana. New York, 1911 ()
- Maltese, Paolo. "L'impresa di Libia", in Storia Illustrata No. 167, October 1971
- Romano, Sergio. La Quarta sponda. La guerra di Libia, 1911/1912, Casa Editrice Bompiani. Milano, 1977
- P. Hallion, Richard. Strike From the Sky: The History of Battlefield Air Attack, 1910–1945. (second edition) University of Alabama Press, 2010. (ردمك 0817356576), 9780817356576.
- Vandervort, Bruce. Verso la quarta sponda la guerra italiana per la Libia (1911–1912). Stato maggiore dell'esercito. Roma, 2012.